# التهاب سمحاق الغضروف
التهاب سمحاق الغضروف هو التهابٌ طبقةٍ من النسيج الضام الذي يحيط بالغضاريف، والذي يُسمى بسمحاق الغضروف. يتشكل التهاب الأوعية الدموية من عدوى من الصيوان كعدوى الجرح الرضحي أو الجراحي أو انتشار الالتهاب العميق. والذي قد يؤدي إلى تشوه حاد في الصيوان إذا لم يتم علاجه بالمضادات الحيوية الوريدية. المسبب عادة يكون زائفة زنجارية. الشكل النادر منه يكون التهاب الحنجرة (التهاب الغضروف الحنجري) الذي يتطور فجأة بسبب التعرض لكائنات حية أو المركز المناعي للخطر عند الكائن المضيف، ما يؤثر أيضًا على غضروف الحنجرة الذي يؤدي إلى التشوهات والتضيق.

## علامات وأعراض
تشمل الأعراض ألم شديد في الأذن، وتصبح الأذنين حمراء وسميكة، وترتفع درجة حرارة الجسم. أما في الحالات الخطيرة يظهر صديد بين السمحاق والغضاريف. يحدث ذوبان صديدي للغضاريف الأذينية، وتمزق الأنسجة الميتة، نتيجة لذلك تتشوه الأُذُن بشدة وتصبح منكمشة.